# William G. Bray

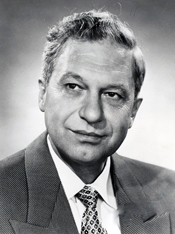
William G. Bray

William Gilmer Bray (* 17. Juni 1903 bei Mooresville, Indiana; † 4. Juni 1979 in Martinsville, Indiana) war ein US-amerikanischer Politiker. Zwischen 1951 und 1975 vertrat er den Bundesstaat Indiana im US-Repräsentantenhaus.

## Werdegang
William Bray besuchte die öffentlichen Schulen seiner Heimat. Nach einem anschließenden Jurastudium an der Indiana University und seiner im Jahr 1927 erfolgten Zulassung als Rechtsanwalt begann er als Jurist zu arbeiten. Zwischen 1927 und 1930 war er Staatsanwalt im 15. Gerichtsbezirk von Indiana. Danach praktizierte er als privater Rechtsanwalt. Zwischen 1941 und 1946 diente er während des Zweiten Weltkrieges in der US Army. Dabei war er im pazifischen Raum und später in Korea eingesetzt. Am Ende seiner Militärzeit hatte er den Rang eines Colonel erreicht. Nach dem Krieg praktizierte er wieder als Anwalt.
Politisch war Bray Mitglied der Republikanischen Partei. Bei den Kongresswahlen des Jahres 1950 wurde er im siebten Wahlbezirk von Indiana in das US-Repräsentantenhaus in Washington, D.C. gewählt, wo er am 3. Januar 1951 die Nachfolge von James Ellsworth Noland antrat. Nach elf Wiederwahlen konnte er bis zum 3. Januar 1975 zwölf Legislaturperioden im Kongress absolvieren. Seit 1967 vertrat er dort als Nachfolger von Richard L. Roudebush den sechsten Distrikt seines Staates. In seine Zeit als Kongressabgeordneter fielen der Kalte Krieg, der Koreakrieg, der Vietnamkrieg, die Bürgerrechtsbewegung und die Watergate-Affäre. Diese Affäre schadete der Republikanischen Partei schwer und war auch eine der Ursachen von Brays Abwahl im Jahr 1974.
Nach seinem Ausscheiden aus dem US-Repräsentantenhaus arbeitete Bray wieder als Anwalt. Von 1975 bis 1978 gehörte er der American Battle Monuments Commission an, die sich mit den Denkmalen und Erinnerungsstätten an frühere Schlachten befasst. William Bray starb am 4. Juni 1979 in Martinsville.